# قصر الزهور (درنة)
قصر الزهور، هو قصر شُيد إبان الاحتلال الإيطالي في مدينة درنة الليبية، عام 1920 ليكون مقراً للحاكم الإيطالي، وحوله الليبيون بعد الاستقلال إلى قصر ملكي، وشهدوا في أروقته افتتاح الدورة البرلمانية الثانية عام 1956، وبمادرة من الملك الليبي، إرديس السنوسي، مُنح القصر إلى مديرية التعليم في المدينة عام 1964. في عام 2011، حول أهالي درنة المبنى إلى مكتبة أسموها مكتبة الملك إدريس الأول.

## تضرر المبنى
خلال الثورة الليبية عام 2011، تعرض المبنى لأضرار من قبل المناهضين لنظام القذافي، واعتبروه رمزاً للنظام في درنة، ومن ثم سيطر على المبنى مسلحون اتخذوه مسكناً خاصاً لعائلاتهم، قبل أن يخروجهم أهالي درنة ويسلموه إلى المجلس المحلي في المدينة، ومن ثم حُوّل إلى مكتبة عامة تحمل اسم ادريس السنوسي. وتعثرت اللجنة التأسيسية المعنية بإعادة ترميم المكتبة لأكثر من ستة أعوام، ولم تصرف سوى 10% من الميزانية المخصصة والتي كانت تبلغ 100 ألف دولار.